# Tempio di Apollo (Delfi)
Il Tempio di Apollo a Delfi era un complesso religioso risalente al IV secolo a.C. noto per il suo oracolo e per la sua lucentezza.
Il tempio, di ordine dorico e periptero, venne edificato sui resti di un tempio anteriore, eretto nel V secolo a.C., che a sua volta venne eretto nella stessa posizione di un altro del VII secolo a.C. La sua costruzione è attribuita agli architetti Trofonio e Agamede.
Nel secolo VI a.C. era conosciuto come il "Tempio degli Alcmeonidi" in tributo alla famiglia ateniense che aveva finanziato la sua ricostruzione dopo che un incendio aveva distrutto la sua struttura originale. Il nuovo edificio era un tempio di stile dorico esastilo di 6 x 15 colonne che venne poi distrutto nell'anno 373 a.C. Le sculture del frontone sono attribuite a Praxias e Androstene, ateniensi. Di una proporzione simile, il secondo tempio mantenne il modello 6 x 15 colonne nello stilobate. Dentro vi stava l'adyton, il centro dell'oracolo e il sedile della Pizia. Il monumento è stato restaurato in parte nel 1938.
Sopravvisse fino al 390 d.C., anno in cui l'imperatore cristiano Teodosio I fece tacere l'oracolo con la distruzione del tempio e la maggior parte delle statue e opere d'arte in nome del cristianesimo. Il santuario fu completamente distrutto dai cristiani zelanti della loro fede, nel loro tentativo di cancellare ogni traccia di paganesimo.

## Geografia
Sul lato orientale del massiccio del Parnaso, a nord del Golfo di Corinto, sorge il Tempio di Apollo. Il Parnaso, la montagna scavata da profonde gole inaccessibili, era considerato dai tempi più remoti la sede delle Muse.
Da un lato del Parnaso, ai piedi delle vette del Fedriade ("i Brillanti"), che dominavano Delfi, scorreva il torrente che alimentava la fonte di Castalia. Nelle acque di questa fonte i pellegrini dovevano fare il bagno in un rituale di purificazione, prima di entrare nel tempio per consultare l'oracolo di Apollo. Secondo l'Inno omerico di Apollo Pizio, il dio arrivò:
La gola attraverso cui scorreva il fiume Pleistos, lasciò il posto al vasto complesso archeologico dell'antica Delfi.

## Mito
Prima che il culto di Apollo fosse fondato a Delfi, una divinità femminile, Gea (la Terra), regnava come dea-serpente.
Secondo il mito narrato nell'Inno omerico di Apollo, un drago (secondo alcune fonti Gea, secondo altri sua figlia Themis) viveva a Delfi accanto alla fonte Castalia.
la Dragonessa grande, gigante selvaggio prodigio,

che tanti danni recava degli uomini all'agili greggi,

e tanti a loro stessi: ché era un cruento flagello.

A questa Era, la Diva dall’aureo trono, una volta,

Tifone, orrendo mostro crudele affidò, per nutrirlo.»
Tifone, nella mitologia greca, personificava i terremoti e le eruzioni vulcaniche. Apollo lo uccise e lasciò che il brillante Iperione (il Sole) lo mutasse in pitone. Da qui il nome di Pythium con il quale è stato anche designato il dio. Ucciso il mostro, Apollo fermò i tentativi di Gea di conservare la supremazia del luogo sacro, diventandone padrone assoluto, non senza aver lasciato la regione per un certo tempo onde purificare il delitto.
Una versione del mito racconta che giunse un gruppo di persone di Cnosso, arrivati per nominare i chierici del loro oracolo nei pressi di Crisa, la città che per un certo periodo aveva prevalso su Delfi.

## Storia del tempio

### Epoca neolitica
L'occupazione del luogo di Delfi risale al Neolitico, tra il VI e il V millennio a.C. Nelle vicinanze del santuario di Atena Pronaicos, del santuario di Hermes e ad ovest del tempio di Apollo sono stati trovati dei resti di utensili in pietra. Intorno a questo santuario, che appare dalle origini come il cuore di Delfi, sono stati anche scoperti dei frammenti di ceramica risalenti al periodo dell'Antico Elladico (3000-2000 a.C.) e del medio elladico (2000 a.C.-1600 a.C.) a sud e ad est del tempio.

### Periodo miceneo
Fino al recente periodo elladico (o periodo miceneo), sembra che non ci siano stati nel sito più che capanne di pastori fatte con legno e rami. Non ci sono prove che ci fosse allora un luogo di culto o un santuario oracolare. Sembra che le leggende della fondazione sorgano in questa epoca, narrando Diodoro Siculo della presenza di pastori.
Pausania riprende una vecchia credenza secondo la quale ci sono stati quattro templi prima dell'epoca classica, nello stesso luogo in cui è stato costruito quello di Apollo del IV secolo a.C.:
- Il primo, costruito con rami di alloro portati dalla valle di Tempe, nella Tessaglia settentrionale, simulando una collina. Tra il medio o l'antico periodo elladico.
- Il secondo, allevato dalle api con cera e piume. Sarebbe un edificio a nido d'ape, simile alle tombe a tholos di Micene.
- Il terzo, di bronzo, eretto dal dio Efesto. Potrebbe essere collegato a un santuario ornato in bronzo del XIII secolo a.C..
- Il quarto, in pietra, costruito dai leggendari architetti già menzionati, originari di Orcomeno, in Beozia, contemporanei della guerra di Troia. Dovrebbe essere collocato nell'ultima parte del periodo miceneo o nel cosiddetto periodo geometrico, vale a dire dal XII al X secolo a.C.

Gli scavi hanno permesso di scoprire attorno agli edifici a forma di abside rettangolare del tempio Apollo risalenti al XIII e XII secolo a.C. Si suppone che al posto del tempio vi fosse un mégaron, o residenza del capo della città, ma non vi è alcuna documentazione archeologica. Altre tombe sono state trovate ad ovest del santuario, verso Marmaria. Ed è qui che sono state trovate le tracce più concrete della presenza di un luogo di culto. Sembra che vi fosse un santuario dedicato all'Atena pre-ellenica, perché Gea doveva avere il suo culto nel luogo in cui si trova il tempio di Apollo. Le costruzioni erano in pietra e mattoni.

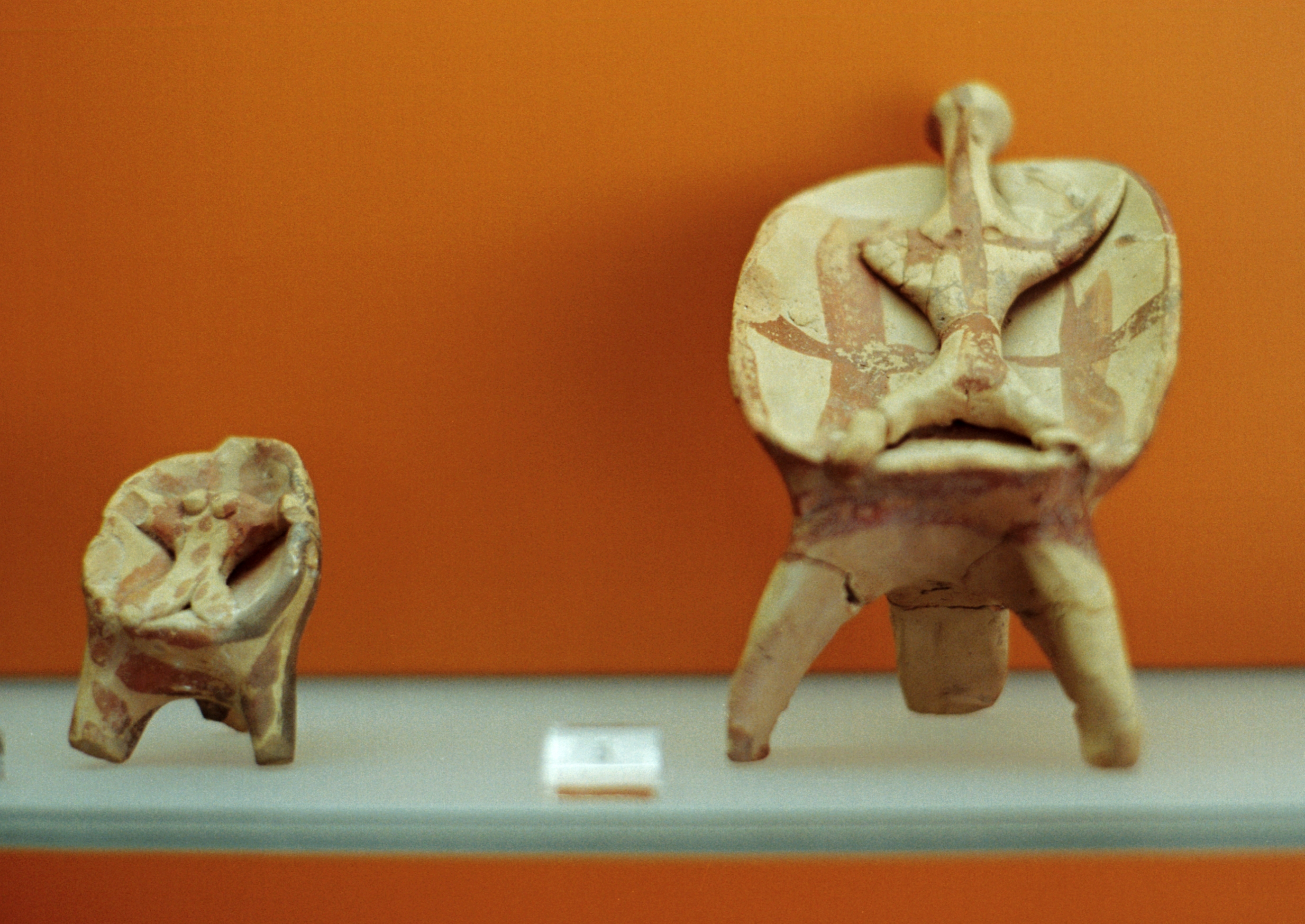
Statuette micenee di Delfi

Sono state ritrovate molte statuette di sacerdotesse o di divinità. Una delle più importanti è di una donna nuda, seduta su un treppiede con le gambe divaricate. È la prima testimonianza della presenza di una profetessa nell'abisso oracolare. Il numero di idoli e in particolare di figure di tori che si trovano nelle fondamenta del Tempio di Apollo, ci permette di supporre che fosse già un luogo di culto, piuttosto che il quartier generale di un capo. Nello stesso luogo è stato un frammento di rhyton, contenitore che termina a testa di leone, di origine cretense. La costruzione è quella del preistorico Pitone.
La ceramica prova che ci sia stata continuità di occupazione durante il cosiddetto medioevo ellenico, corrispondente in termini archeologici a quella submicenea (1100-1025 a.C.), la protogeometrica (1025 - 900 a.C.) e l'inizio di quella geometrica, che va dal 900 al 700 a.C. Si pensa che il culto di Apollo arrivò nel santuario in questi secoli, ma senza sostituire un dio antico, chiamato Peana. Inoltre, è sconcertante notare che le restanti tracce del culto di Apollo delfico in tempi storici si trovano solo a Creta, e quindi sarebbe da dove Apollo si mosse secondo il mito per giungere a Delfi in epoca micenea.
Ai tempi di Omero, nell'VIII secolo a.C. al più tardi, Apollo regnò a Delfi e nell'Odissea vediamo che Agamennone consulta l'oracolo di "Febo Apollo della buona Pizia", che ci conduce alla fine del periodo miceneo, sebbene possa benissimo essere un anacronismo. Indubbiamente, è quando Delfi entra nella anfizionia di Antela, vicino alle Termopili, il cui centro era il santuario di Demetra Pilaia. L'afizionia era una confederazione di città greche, di carattere religioso, attorno a un santuario.
Il santuario si caratterizzò nel VII secolo a.C. per un sostegno d'un cratere argenteo che Aliatte II re di Lidia aveva donato al santuario di Delfi, realizzato da Glauco di Chio e ricordato da Erodoto (I, 25) che lo descrive costituito da pezzi saldati in modo da formare una specie di piramide tronca e collegati con traverse sbalzate e cesellate disposte su ciascun lato come i gradini di una scala.

### Epoca storica

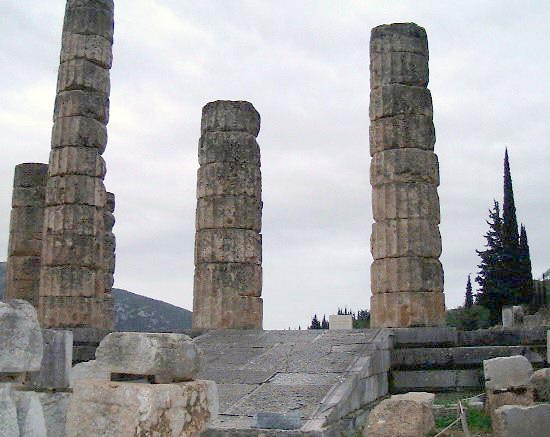
Le colonne del tempio

#### Guerre sacre
Nell'anno 600 a.C. scoppiò la prima guerra sacra durata dieci anni. Il popolo di Cirra, il porto con cui molti pellegrini andarono a Delfi, impose loro tariffe così onerose da danneggiare i delfi, a tal punto che l'anfizionia dichiarò guerra a Cirra. Dopo lunghe e incerte lotte, Cirra fu distrutta e il suo territorio fu confiscato a beneficio del santuario. I delfi rimasero come proprietari dell'oracolo, l'anfizionia assunse l'amministrazione del santuario.
Nel 548 a.C. l'antico tempio di Trofonio e Agamede venne bruciato. Un altro fu costruito con grandi mezzi, che fu completato nel 510 a.C.
Al tempo delle Guerre persiane, l'oracolo fu così pessimista da essere stato accusato di essere filo-persiano. Nel 480 a.C., i persiani inviarono truppe cercando di arrivare a Delfi con l'intento di distruggerla per punire i Greci e gli Ateniesi, ma furono messi in fuga da una violenta tempesta.
I focesi occuparono il santuario nel 448 a.C. con l'aiuto degli Ateniesi, e questa fu la causa della seconda guerra sacra. L'intervento spartano dell'anno successivo non ha impedito ai focesi di mantenere la supremazia politica di Delfi, grazie all'aiuto di Pericle. Fino al 421 a.C., dopo la pace di Nicia, nel mezzo della guerra del Peloponneso, Delfi non recuperò la sua indipendenza.
La valanga di rocce dei monti Fedriades, a seguito di un terremoto, distrusse in parte il tempio, la cui ricostruzione non ebbe inizio fino all'anno 369 a.C. I focesi scatenarono la terza guerra sacra nel 346 a.C., occupando Delfi e trincerandosi lì. Rimasero come proprietari dell'oracolo per 10 anni. Nel 352 a.C. circa, riprendono le opere di ricostruzione del tempio. Espulsi da Filippo II di Macedonia, i focesi furono costretti a pagare un gravoso risarcimento e persero i loro voti nell'anfizionia, dove entrò Filippo, che aveva incluso la Macedonia nell'anfizionia.
La quarta guerra sacra ebbe inizio nel 339 a.C. I locresi di Anfipoli, che avevano coltivato la piana di Cirra, pretendevano di far pagare una tassa ai pellegrini. Nel 328 a.C., Filippo II intervenne e pose fine a quest'ultima guerra sacra con la sconfitta dei locresi. Tutti questi incidenti hanno impedito il restauro del tempio che non è stato concluso fino al 330 a.C.

#### Tentativo di saccheggio da parte dei Celti
L'espansione dei Celti, che si stabilirono a nord dei Balcani nel IV secolo a.C., costituendo una minaccia per la Grecia. La Macedonia li ha tenuti a bada, ma nel 280 a.C. le lotte interne dell'antico regno di Macedonia di Filippo e Alessandro hanno indebolito questo scudo ellenico. I Celti, che nei testi greci sono denominati gálata, nell'anno 279 a.C. sconfissero i macedoni uccidendo Tolomeo Cerauno. La strada per la Grecia era diretta. I Celti calarono in Tessaglia sotto Brenno, raggiunsero le Termopili; dove inizialmente furono contenuti e quindi ritirati. Questa campagna si svolse in inverno, con il nevoso Parnaso. Queste condizioni climatiche, insieme al supporto degli Etoli e dei focesi, hanno salvato il tempio. Brenno, ferito, si ritirò dal combattimento. La leggenda narra che Atena e Artemide intervennero nella battaglia, e che le pietre cadute dal Parnaso, gettate senza dubbio dai greci stanziati sulle alture, seminarono il panico tra i Galati. Prima di andare ritirarsi, saccheggiarono i templi della Marmaria.

#### Dominio romano
Per tutto il III secolo a.C. e fino al 168 a.C., il santuario era controllato dalla Lega Etolica. Un'epoca ancora importante per il santuario di Apollo, grazie soprattutto ai doni dei re di Pergamo, che costruirono anche un portico, come per gli Etoli. Nel 167 a.C., i Romani, dopo la vittoria su Perseo, il loro ultimo re, fecero della Macedonia una provincia e controllarono Delfi.
Nel 86 a.C., mentre Silla guerreggiava contro Mitridate, re del Ponto in Asia Minore, i delfici erano costretti a consegnare le offerte in oro per finanziare le loro campagne. Nel 83 a.C., un popolo della Tracia, i Maedi, saccheggia il santuario e brucia il tetto.
Sotto la protezione di Augusto, il tempio ha recuperato un po' di importanza, nonostante i saccheggi subiti nel primo secolo, c'erano ancora nel santuario 3.000 statue. Nerone, nel 67, ritirò quasi 500 statue e divise la piana di Cirra tra i suoi legionari. Il tempio fu restaurato nell'87 sotto l'imperatore Domiziano.
Nel II secolo, gli Antonini, specialmente Adriano, furono i veri benefattori del santuario. Il suo contemporaneo, Erode Attico, un ricco nativo greco di Maratona e amico di Adriano, fece costruire a sue spese i gradini di pietra dello stadio. D'altra parte, l'oracolo era in pieno declino. In precedenza, erano le città che venivano a consultarlo, ora erano i privati a sollevare i loro problemi personali.
Sebbene i delfici eressero due statue in onore di Costantino I (306–337), quest'ultimo spogliò il santuario e prese il tripode di Platea (consacrato dopo la battaglia nel 479 a.C.) per decorare la sua nuova capitale, Costantinopoli. L'imperatore romano Giuliano (361–363) tentò invano di dare una certa vita al tempio, che fu chiuso nel 394 dopo l'editto di Teodosio, che vietava le sette considerate pagane. Poi a Delfi, fu istituito un vescovo e nel secolo successivo fu costruita una basilica a ovest del santuario abbandonato.

## Il tempio

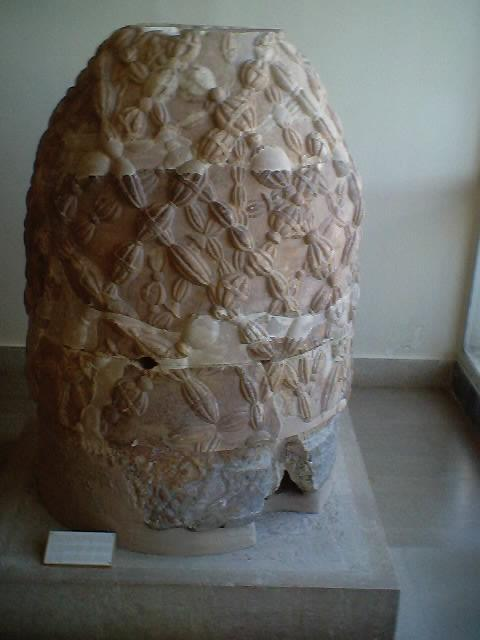
L'onfalos di Delfi

### I tre templi storici
Il tempio più antico, distrutto da un incendio nel 548 a.C., fu opera dei leggendari architetti: Trofonio e Agamede. Fu sostituito da quello ordinato dalla famiglia ateniese degli Alcmeonidi, alla fine del VI secolo a.C. Ma crollò dopo un violento terremoto nel 373 a.C. Tra il 373 a.C. e 340 a.C., venne costruito l'edificio, di cui si possono vedere i resti.

### L'ultimo tempio (IV secolo a.C.)
Costruito in stile dorico, aveva sei colonne di tufo sul davanti e quindici sui lati. Vi si accedeva da tre gradini. La parte meridionale era sostenuta da un muro, che a sua volta poggiava su una terrazza inferiore sostenuta da un muro poligonale. Su questa terrazza, tra gli altri edifici, vi era probabilmente la sede della Pizia. Nella stanza sotterranea del tempio (l'adyton), dove si trovava l'onfalo e sgorgava l'acqua della fonte Castalia, la sacerdotessa di Apollo pronunciava i suoi oracoli sibillini, che i sacerdoti interpretarono e trascrissero.

### Descrizione del tempio

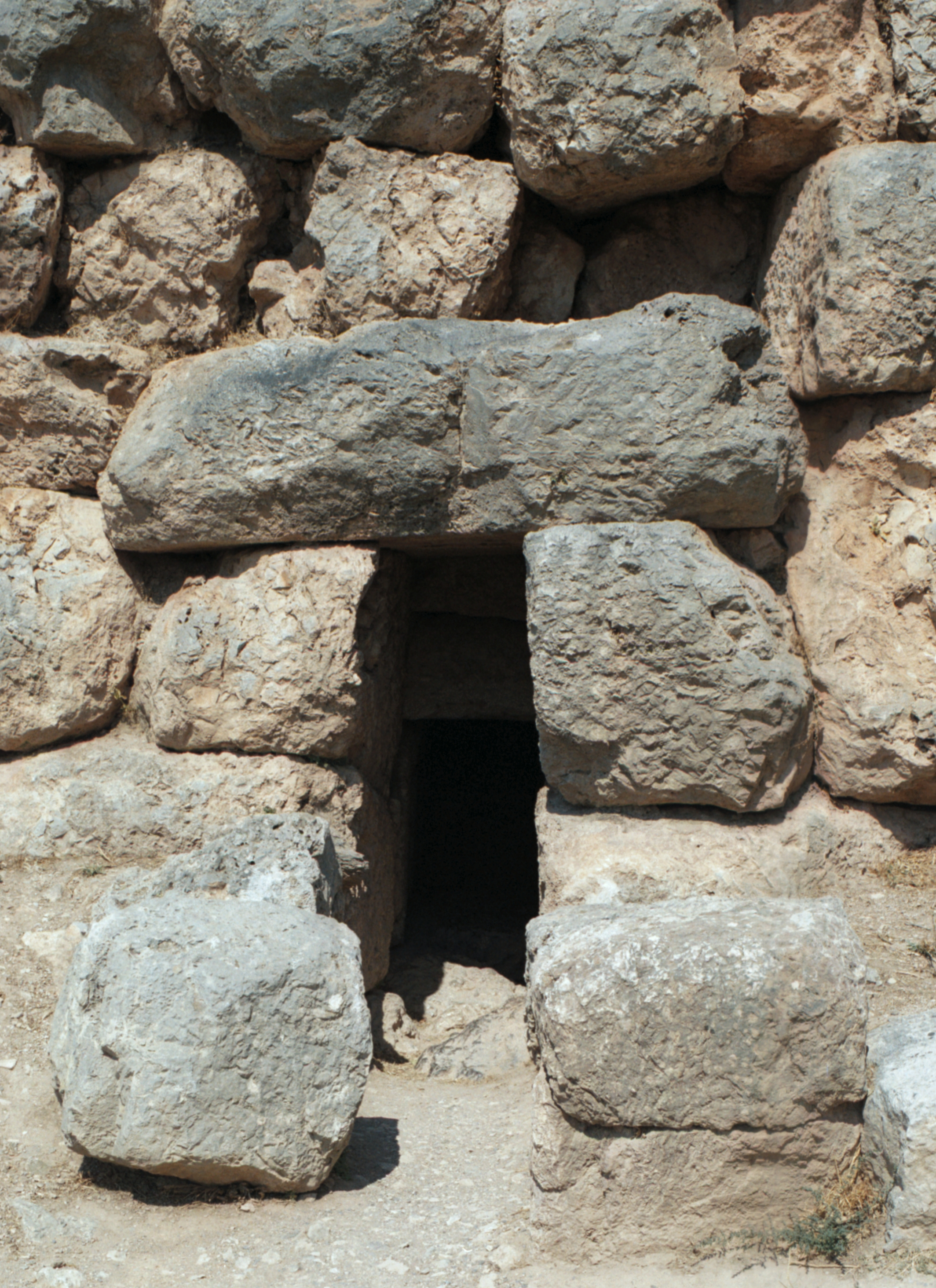
Il tunnel che conduce all’adyton sotto il tempio, dove la Pizia faceva gli oracoli.

Il tempio di Apollo poggia a nord nella roccia e a sud e a ovest su sostruzioni grandiose a filari regolari. Lo stilobate presenta 3 gradini di calcare bluastro di Haghios Ilias. Il tempio è di ordine dorico, periptero esastilo (m 60,32 × 23,82) , con 15 colonne sui lati lunghi con pronao e opistodomo in antis. Nel pronao vi erano i motti dei Sette Savi e vi era anche una statua di Omero; nella cella si conservavano inoltre l'altare di Poseidone, le statue delle Moire, di Apollo Moiragètes, il focolare con il fuoco perpetuo, la sedia di Pindaro, in ferro (su cui il poeta aveva recitato le sue poesie).
Nel prónao del santuario erano riportate delle massime di sapienza: "nulla di troppo" (Meden Agan, μnδὲv ἄγav), "La certezza porta rovina", ed il celebre motto ΓΝΩΘΙ ΣΕΑΥΤΟΝ (gnōthi seautón) che significa "conosci te stesso" e che sarà poi fatto proprio da Socrate. All'interno del recinto erano presenti delle statue, tra le quali due scolpite da Patrocle di Crotone.
L'adyton rispetto alla solita collocazione dei templi greci era posto in posizione ipogea. Si accedeva da un tunnel laterale al tempio e si giungeva in una sorta di cripta che conteneva l'omphalòs, le due aquile di Zeus, un Apollo dorato, il sarcofago di Dioniso e il tripode della Pizia; accanto all'àdyton vi era l'οἴκος (oikos) dove sostavano quelli che interrogavano l'oracolo. Sull'architrave erano infissi a est gli scudi presi a Platea ai Persiani, a ovest e a sud quelli presi ai Galli. All'interno vi era anche una fonte di acqua, la Kassotis, con cui la Pizia, i sacerdoti e chi richiedeva gli oracoli si dissetavano.

## La via sacra
La Via Sacra era la strada principale del gruppo di edifici che formavano il Santuario di Delfi. Cominciava nell'angolo sud-est del recinto sacro, per arrivare, per mezzo di un sentiero a serpentina di circa 400 m, all'ingresso del Tempio di Apollo.
Era largo circa 4 o 5 metri ed era fiancheggiata su entrambi i lati da monumenti votivi e tesori, ordinati per essere costruiti dalle città greche e per proteggere le offerte dei loro abitanti.
I donatori, con queste manifestazioni di ricchezza e potere, intendevano dimostrare la loro venerazione e il riconoscimento del dio, e costituivano la testimonianza più eloquente dell'individualità, della rivalità e della divisione del mondo greco antico. Un esempio: gli Spartani, per celebrare la vittoria sugli Ateniesi alla fine della Guerra del Peloponneso (431-404 a.C.), costruirono un ex voto dedicato ai loro ammiragli che sconfissero il nemico nella decisiva battaglia di Egospotami, proprio di fronte al monumento che aveva commemorato il trionfo degli Ateniesi sui Persiani a Maratona.